# Rebellion (Lies)
Rebellion (Lies) is een nummer van de Canadese indierockband Arcade Fire uit 2005. Het is de vierdde single van hun debuutalbum Funeral.
"Rebellion (Lies)" groeide uit tot een favoriet nummer onder de fans tot Arcade Fire en werd vaak gezongen als afsluiter bij concerten van de band, of bij hun optredens op festivals. Op het album "Funeral" volgt het nummer de track "Haiti" op. De outro van "Haiti" heeft dezelfde baslijn als de intro van "Rebellion (Lies)", waardoor de tracks in elkaar overlopen.
Het nummer flopte in thuisland Canada, maar bereikte wel een 19e positie in het Verenigd Koninkrijk. Ondanks dat de plaat in het Nederlandse taalgebied geen hitlijsten bereikte, geniet het er wel bekendheid. Voornamelijk in België, waar het al jaren genoteerd staat in De Tijdloze van Studio Brussel en de MNM1000 van MNM.